# Långnäbbad krombek
Långnäbbad krombek (Sylvietta rufescens) är en vanlig tätting i familjen afrikanska sångare som förekommer i södra Afrika.

## Utseende och läten
Långnäbbad krombek är en liten, nästan stjärtlös, 12 centimeter lång fågel. Ovansidan är brungrå, undersidan vitaktig på bröstet och beige ner mot buken. I ansiktet syns ett blekgrått ögonbrynsstreck som skiljs från den vitaktiga strupen av ett mörkt ögonstreck. Den långa och något nerböjda näbben är svartaktig. Könen liknar varandra och ungfågeln liknar de vuxna. Lätet är en varierande serie drillande toner, trreee-rriiit trreee-rriiit, och ett hårt pttt.

## Utbredning och systematik
Långnäbbad krombek delas in i sju underarter med följande utbredning:
- Sylvietta rufescens adelphe – Kongo-Kinshasa till Zambia och norra Malawi
- Sylvietta rufescens ansorgei – kustnära Angola (Benguela till Luanda)
- Sylvietta rufescens flecki (inklusive ochrocara[5]) – södra Angola till östra Namibia, östra Botswana, sydvästra Zambia och västra Zimbabwe
- Sylvietta rufescens pallida – sydöstra Zambia, södra Malawi, östra Zimbabwe, Moçambique och nordöstra Sydafrika
- Sylvietta rufescens rufescens – södra Botswana till nordcentrala Sydafrika
- Sylvietta rufescens diverga – centrala Sydafrika
- Sylvietta rufescens resurga – östra Sydafrika (KwaZulu-Natal)

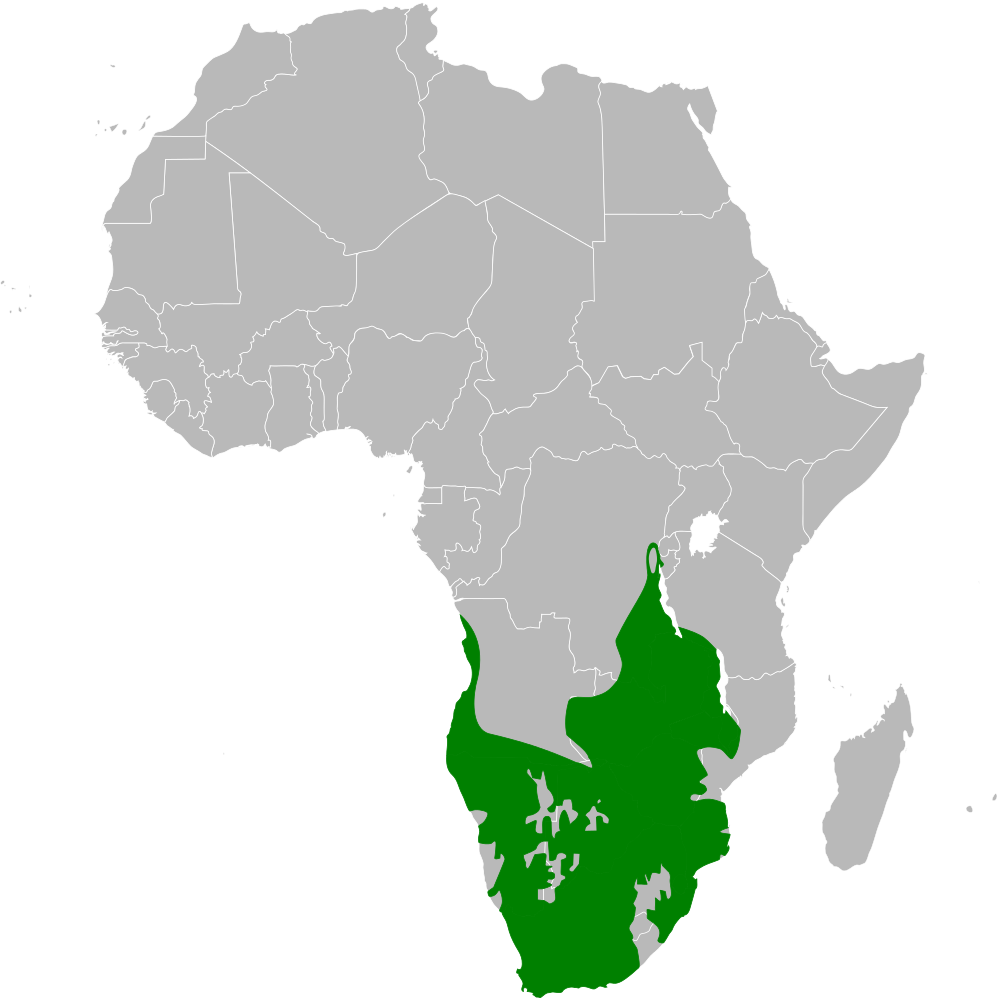
Artens utbredningsområde.

## Levnadssätt
Långnäbbad krombek är en vanlig art i fynbos, öppet skogslandskap, savann och torra Acacia-buskmarker. Den rör sig mellan träden med en studsande flykt. Fågeln ses enstaka, i par eller i familjegrupper när den födosöker metodiskt nerifrån och upp i buskar och träd efter insekter och frön.
Långnäbbad krombek bygger ett stort hängande bo av gräs, spindelväv och växtfibrer placerat en lågt hängande gren, ofta på en akacia. Den lägger ett till tre vita ägg som ruvas i två veckor. Ungarna matas av båda föräldrar och blir flygga efter ytterligare två veckor. Arten är monogam i sitt häckningsbeteende och bildar par för livet.

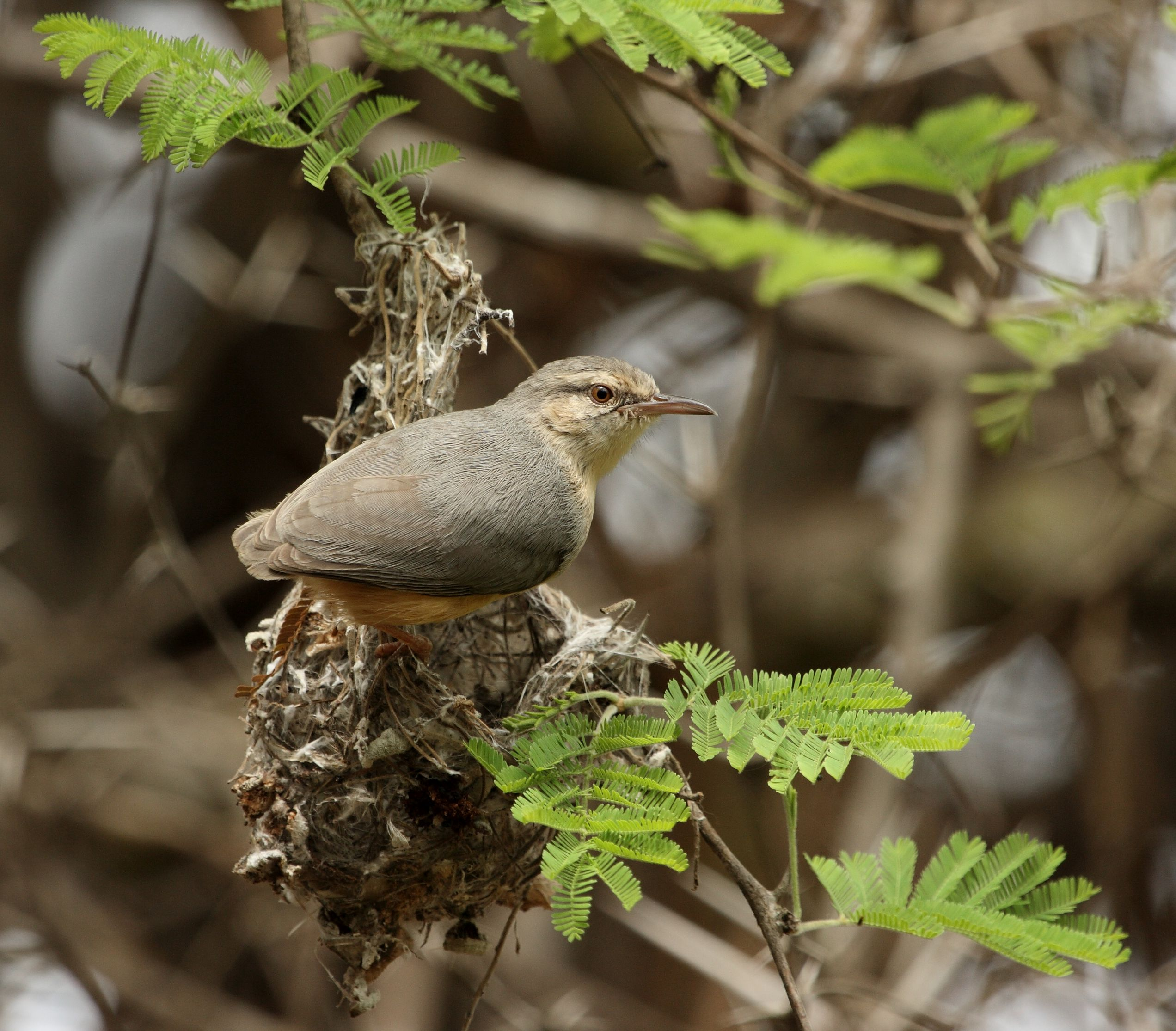
Långbäbbad krombek i färd med bobygge

## Status och hot
Arten har ett stort utbredningsområde och en stor population med stabil utveckling och tros inte vara utsatt för något substantiellt hot. Utifrån dessa kriterier kategoriserar internationella naturvårdsunionen IUCN arten som livskraftig (LC). Världspopulationen har inte uppskattats men den beskrivs som vanlig i norr och ovanlig i syd.

## Namn
På svenska har den även kallats långnäbbad kortstjärt.